# Сабіна Шміц
Сабіна Шміц (нім. Sabine Schmitz; 14 травня 1969 — 16 березня 2021) — німецька автогонщиця і телеведуча. Також відома як «Королева Кільця» (нім. Die Königin der Nordschleife) і «найшвидша таксистка в світі» (Die schnelste Taxi-Fahrerin der Welt)

## Біографія
Сабіна народилася 14 травня 1969 року в німецькому місті Аденау поблизу гоночної траси Нюрбургринг. Вона і дві її сестри виросли в готелі «Hotel am Tiergarten», яким володіла їхня мати. Сабіна була завідувачкою готелю.
З 2004 року Шміц має ліцензію пілота гелікоптера.
Померла на 52-му році життя 16 березня 2021 року, від раку.

## Нюрбургринг
Перше коло по Нюрбургрингу зробила у віці 17 років у маминому BMW 325i ще без прав. У дев'ятнадцять років вона встановила рекорд проходження траси на Ford Sierra Cosworth (9:16). У 2004 році Сабіна в телепередачі Top Gear, намагаючись побити час Джеремі Кларксона на Jaguar S-type 2.7 V6 Diesel, вона встановила черговий рекорд — 9:12.
За власними оцінками до 2007 року, Шміц зробила 14-15 тис. кіл по Нюрбургрингу. Сабіну прозвали «Королева Північній петлі» (нім. Die Königin die Nordschleife). Вона каже, що її найулюбленіші ділянки траси — Schwedenkreuz і Fuchsröhre.

### Ring Taxi
Більшу частину своїх кіл вона зробила на BMW M5 Ring Taxi. Інші відомі водії таксі — Клаудія Гюртген та Ганс-Йоахім Штук.
З початку 2011 року Сабіна закінчила водити M5.

## Автоспорт
У 1990 і 1991 роках Шміц виграла RCN. Також як і її сестри, вона брала участь у Ford Fiesta Mixed Cup. Поза Німеччиною Сабіна у 1995 році брала участь на Supertourenwagen-Cup Südafrika і в 1999 році на перегонах на спорткарах в Бразилії.

### Scheid Motorsport
Вона виграла 24 години Нюрбургринга у 1996 році, як перша жінка, в команді з Йоганнесом Шайдом в групі N на BMW E36 M3.
Потім в команді не тільки з Йоганнесом Шайдом, але ще і з Петером Жаковськи (Peter Zakowski) і Гансом-Юргеном Тіманном (Hans-Jürgen Tiemann), вона перемогла в 1997 році. У 1998 році з Шайдом виграла VLN, теж як перша жінка. Пізніше її успіх повторила Клаудія Гюртген на BMW Z4.

### Frikadelli Racing Team
У 2005 році Сабіна поступила в команду Frikadelli Racing Team. Разом з цивільним чоловіком Клаусом Аббеленом вона знову почала брати участь в гонках на Нюрбургринзі. Тепер Шміц їздить на Porsche 997 GT3 Cup, на якому вона бере участь у кубку для класу SP7. У 2008 році Сабіна з Клаусом Аббеленом, Едгаром Альтгофом і Кеннетом Геєром приїхали третіми.
Після того, як у вересні 2008 року Шміц і Аббелен зазнали невдачі на VLN, через тиждень вони добилися четвертого загального подіуму. У цій гонці Сабіна встановила рекорд проходження траси на машині з наддувом — 7 хвилин 9 секунд. Незабаром, на іншій гонці вона поліпшила його до 7 хвилин 7 секунд.

## Телебачення
- Незважаючи на 2 перемоги у 24 годинах Нюрбургринга, помітили її тільки в 2004 році, коли для Top Gear відомий журналіст Джеремі Кларксон тестував дизельний Jaguar S-type на Нюрбургринзі. Він спробував встановити не менше 10 хвилин. В результаті у нього вийшло проїхати за 9 хвилин 59 секунд. І вона побила його час на 47 секунд.
- У 2005 році також в Top Gear вона знову намагалася перевершити його час, але вже на Ford Transit. У неї вийшло показати 10 хвилин 8 секунд.
- З вересня 2006 року вона з Тімом Шріком і Карстеном ван Ріссеном вела німецьке шоу «D Motor» на каналі «D MAX». Через низькі рейтинги наприкінці 2008 року шоу закрили.
- Ще один раз на Top Gear Сабіна була зі своїми колегами з «D Motor», в 11 сезоні 6 серії. Ідея серії — «британці проти німців».
- З початку 2011 року Шміц також з Тімом Шриком почала вести шоу «Turbo» на каналі «Спорт 1».
- У 2016 році було оголошено про її призначення на посаду ведучої Top Gear.